# Cadeler
Cadeler A/S er en dansk international virksomhed indenfor byggeri, vedligehold og nedtagning af havvindmølleparker. Virksomheden har 10 kran- og lastskibe, som er bygget specifikt til arbejdet med havvindmølleparker. Cadeler har hovedkvarter i København og blev etableret i 2008. Koncernen havde i 2023 ca. 300 ansatte, og det samlede forretningsomfang var på 750 mio. danske kroner. Cadeler er børsnoteret på Oslo Børs og New York Stock Exchange.